# Unicast
- anycast

- broadcast

- multicast

- unicast

Unicast é um endereçamento para um pacote feito a um único destino, ou seja, em comparação com o multicast, a entrega no unicast é simples, ponto-a-ponto ou um-para-um.